# Temognatha alternata
Temognatha alternata – gatunek chrząszcza z rodziny bogatkowatych (Buprestidae). Słabo zbadany ze względu na trudno dostępny biotop.

## Tryb życia
Występuje w stanie Queensland w Australii. Słabo poznany, wiadomo że zamieszkuje spalone lasy, w których się rozmnaża. Potrafi wyczuć dym z kilkudziesięciu kilometrów, co ułatwia znalezienie miejsca bytowania. Nieznana jest jego dieta.

## Opis
Bardzo kolorowy, zielono-żółto-niebiesko-czerwony bogatek. Osiąga długość ciała do 26 mm.